# Asthena corculina
Asthena corculina là một loài bướm đêm trong họ Geometridae.